# Pombero

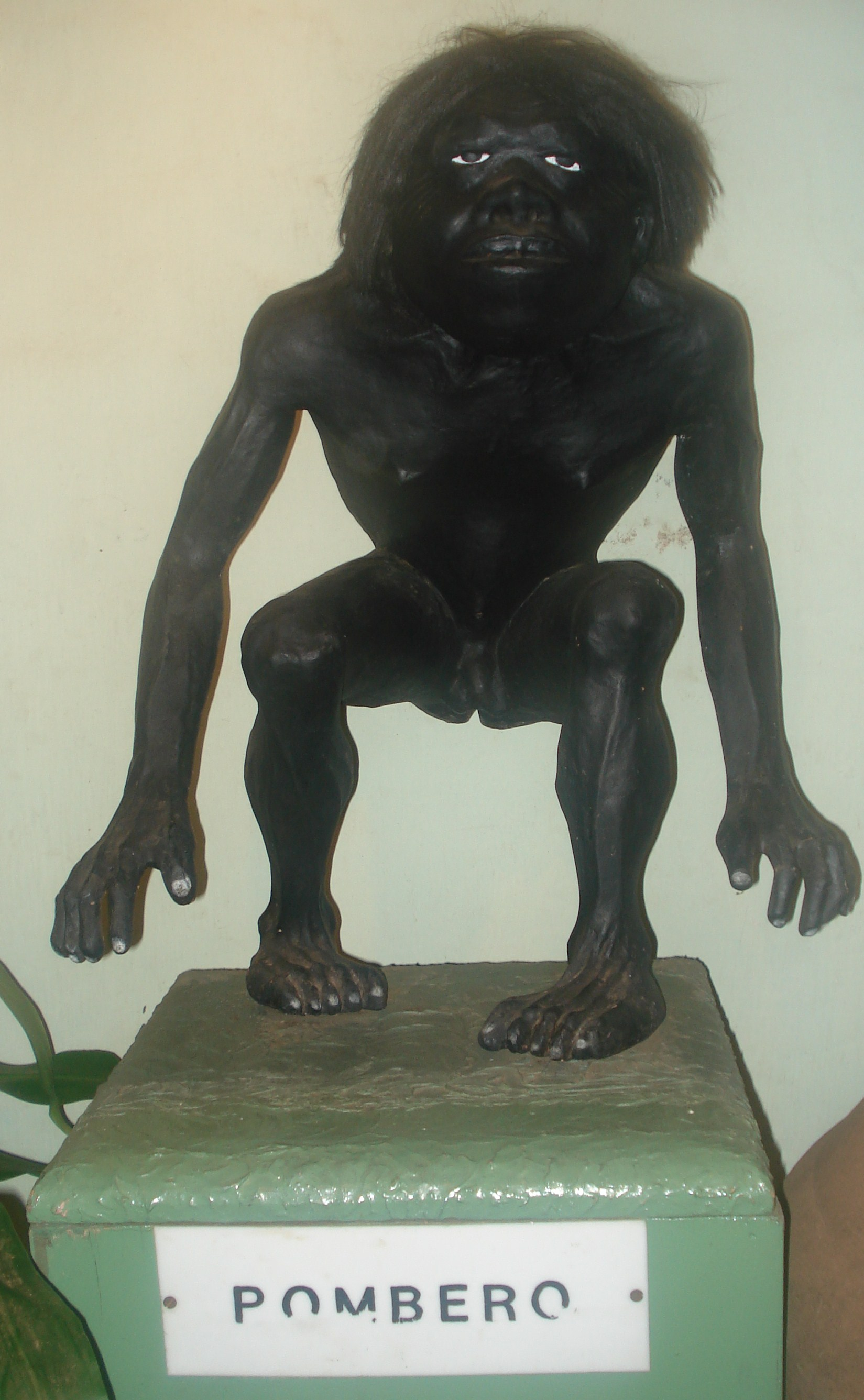
Escultura do Pombero.

O Pombero ou Pomberinho é um personagem da mitologia guarani, sendo muito popular no Paraguai. É conhecido também com os seguintes nomes: Pyragué (Pé Peludo), Karaí pyhare (Senhor da Noite) e Kuarahy Jára (Dono do Sol).

## ligação externa
- http://lio.tripod.com/pombero.htm site em espanhol